# Berhida
Berhida est une ville et une commune du comitat de Veszprém en Hongrie.

## Géographie
La ville de Berhida a été formée par la fusion des municipalités de Berhida, Peremarton et Kiskovács.

## Histoire
Les résultats de fouilles dans la région suggèrent que Berhida et ses alentours étaient déjà occupés et habités durant l'antiquité romaine.
En 1082, le propriétaire du territoire de la commune était le chapitre de Veszprém.
La ville est mentionnée officiellement pour la première fois en 1255, sous le nom de Bereny.
La construction d'une usine d'explosifs industriels en 1923 stimula le développement de la commune.
Le 15 août 1985, le village est touché par un tremblement de terre de magnitude 5 sur l'échelle de Richter. Cet évènement causa un grand nombre de dégâts matériels mais aucune victime ne fut à déplorer.